# La Trinité (Eure)
La Trinité település Franciaországban, Eure megyében. Lakosainak száma 128 fő (2022. január 1.). La Trinité Le Vieil-Évreux, Le Val-David és Saint-Luc községekkel határos.

## Népesség
A település népességének változása:
| Lakosok száma | 32   | 58   | 75   | 98   | 112  | 114  | 116  | 123  | 127  | 128  |
|               | 1968 | 1982 | 1990 | 2006 | 2013 | 2015 | 2017 | 2019 | 2020 | 2022 |